# São José de Ribamar
Pour les articles homonymes, voir São José.
São José de Ribamar est une ville littorale, située sur l'île de São Luís, de l'État du Maranhão, au Brésil. Sa population s'élevait à 139 473 habitants en 2009.